# Гунальд II
Гунальд II (*Hunald II, д/н — після 769) — герцог Аквітанії у 768—769 роках.

## Життєпис
Ймовірно походив з роду Боггіса. Старший син Вайфера, герцога Аквітанії, та Адель Васконської. Про дату народження та діяльність за правління свого батька нічого невідомо. У 768 році після загибелі Вайфера оголошується новим герцогом. На цей час становище було складним, оскільки франки на чолі з королем Піпіном III захопили більшу частину Аквітанії. Проте невдовзі останній помер, чим скористався Гунальд II, перейшовши у наступ. З огляду на протистояння між новими королями Карлом I і Карломаном, Гунальду II вдалося встановити владу над західною Аквітанією, проте визнати зверхність франкських королів.
769 році герцог Аквітанії вирішив здобути повну незалежність, повставши проти франків. Проти нього виступив Карл I, що завдав поразки аквітанцям біля Ангулему. Гунальд II чинив спротив, але не зміг зашкодити переходу ворога через річку Гаронна. Після цього втік до діда Лупа, герцога Васконії. Втім останній під тиском потуги Карла I видав тому Гунальда. Доля поваленого герцога невідома: або його було страчено, або заслано до Бургундії. Новим герцогом франки поставили Лупа Васконського.